# サンドロ・ビアナ
サンドロ・リカルド・ロドリゲス・ビアナ（Sandro Ricardo Rodrigues Viana、1977年3月26日 ‐ ）は、ブラジル・マナウス出身で短距離走が専門の陸上競技選手。
100mの自己ベストはブラジル歴代3位の10秒11。32歳の時に10秒11をマーク、2012年ロンドンオリンピックには35歳で出場するなど、30歳を超えても国際大会で活躍した。

## 経歴
2007年8-9月、大阪で開催された世界選手権に初出場を果たした。男子4×100mリレーではアンカー（ビセンチ・デ・リマ、ラファエル・リベイロ、バジーリオ・デ・モラエス、ビアナ）を務めると、予選を38秒27の好タイムで突破。決勝ではブラジル記録（37秒90）に迫る37秒99をマークしたが、アメリカ（37秒78）、ジャマイカ（37秒89）、イギリス（37秒90）に次ぐ4位に終わり、惜しくもメダルを逃した。
2008年3月26日、100mで10秒19（+2.0）の自己ベスト（当時）をマークし、31歳で10秒1台に突入した。
2008年8月、北京で開催されたオリンピックに初出場を果たした。男子4×100mリレーでは決勝で2走（ビセンチ・デ・リマ、ビアナ、ブルーノ・デ・バロス、ジョゼ・カルロス・モレイラ）を務めると、38秒24をマークしての4着に貢献。その後、このレースで金メダルを獲得していたジャマイカチームのネスタ・カーターのドーピング検体の再検査で禁止薬物の陽性反応を示したため、国際オリンピック委員会は2017年1月25日にジャマイカチームを失格処分にしたと発表した。ネスタ・カーターがスポーツ仲裁裁判所に提訴したが却下され、ブラジルの順位が3位に繰り上がり銅メダル獲得となった。
2009年7月24日、100mで10秒11（+1.3）の自己ベストをマーク。標高2000mを超えるボゴタでマークした高地記録ながら、ブラジル歴代3位に名を連ねた。
2012年8月、ロンドンで開催されたオリンピックに35歳で出場した。

## 自己ベスト
記録欄の（　）内の数字は風速（m/s）で、+は追い風を意味する。
| 種目 | 記録           | 年月日        | 場所       | 備考                     |
| 屋外 | 屋外           | 屋外          | 屋外       | 屋外                     |
| ---- | -------------- | ------------- | ---------- | ------------------------ |
| 100m | 10秒11A (+1.3) | 2009年7月24日 | ボゴタ     | ブラジル歴代3位 高地記録 |
| 200m | 20秒32 (0.0)   | 2008年5月22日 | サンパウロ |                          |
| 400m | 46秒19         | 2012年6月2日  | サンパウロ |                          |

## 主要大会成績
備考欄の記録は当時のもの
| 年   | 大会                        | 場所               | 種目    | 結果    | 記録          | 備考                |
| ---- | --------------------------- | ------------------ | ------- | ------- | ------------- | ------------------- |
| 2005 | ユニバーシアード (en)       | イズミル           | 100m    | 3位     | 10秒49 (+0.7) |                     |
| 2005 | ユニバーシアード (en)       | イズミル           | 200m    | 8位     | 21秒43 (+1.1) |                     |
| 2007 | 南アメリカ選手権 (en)       | サンパウロ         | 200m    | 優勝    | 20秒54 (+0.4) |                     |
| 2007 | 南アメリカ選手権 (en)       | サンパウロ         | 4x100mR | 優勝    | 38秒77 (1走)  |                     |
| 2007 | パンアメリカン競技大会 (en) | リオデジャネイロ   | 200m    | 決勝    | DQ            | 準決勝20秒82 (+0.7) |
| 2007 | パンアメリカン競技大会 (en) | リオデジャネイロ   | 4x100mR | 優勝    | 38秒81 (4走)  |                     |
| 2007 | 世界選手権                  | 大阪               | 100m    | 1次予選 | 10秒46 (+1.0) |                     |
| 2007 | 世界選手権                  | 大阪               | 200m    | 2次予選 | 20秒68 (+0.9) |                     |
| 2007 | 世界選手権                  | 大阪               | 4x100mR | 4位     | 37秒99 (4走)  |                     |
| 2008 | イベロアメリカ選手権 (en)   | イキケ             | 100m    | 決勝    | DQ            | 予選10秒71 (-1.6)   |
| 2008 | イベロアメリカ選手権 (en)   | イキケ             | 200m    | 優勝    | 20秒87        |                     |
| 2008 | イベロアメリカ選手権 (en)   | イキケ             | 4x100mR | 優勝    | 38秒96 (2走)  |                     |
| 2008 | オリンピック                | 北京               | 100m    | 1次予選 | 10秒60 (-0.1) |                     |
| 2008 | オリンピック                | 北京               | 200m    | 2次予選 | 21秒07 (+0.4) |                     |
| 2008 | オリンピック                | 北京               | 4x100mR | 4位     | 38秒24 (2走)  |                     |
| 2009 | 世界選手権                  | ベルリン           | 200m    | 1次予選 | 21秒18 (-0.2) |                     |
| 2009 | 世界選手権                  | ベルリン           | 4x100mR | 7位     | 38秒56 (2走)  |                     |
| 2010 | イベロアメリカ選手権 (en)   | サン・フェルナンド | 100m    | 予選    | 10秒55 (-0.8) |                     |
| 2010 | イベロアメリカ選手権 (en)   | サン・フェルナンド | 200m    | 決勝    | DQ            | 予選21秒13 (-0.6)   |
| 2010 | イベロアメリカ選手権 (en)   | サン・フェルナンド | 4x100mR | 決勝    | DQ (4走)      |                     |
| 2011 | 南アメリカ選手権 (en)       | ブエノスアイレス   | 100m    | 3位     | 10秒44 (0.0)  |                     |
| 2011 | 南アメリカ選手権 (en)       | ブエノスアイレス   | 200m    | 決勝    | DQ            | 予選21秒07          |
| 2011 | 南アメリカ選手権 (en)       | ブエノスアイレス   | 4x100mR | 優勝    | 39秒87 (2走)  |                     |
| 2011 | 世界選手権                  | 大邱               | 200m    | 準決勝  | DQ            | 予選20秒62 (-0.8)   |
| 2011 | 世界選手権                  | 大邱               | 4x100mR | 予選    | DQ (2走)      |                     |
| 2011 | パンアメリカン競技大会 (en) | グアダラハラ       | 100m    | 準決勝  | 10秒49 (-1.9) |                     |
| 2011 | パンアメリカン競技大会 (en) | グアダラハラ       | 200m    | 7位     | 20秒94 (-1.0) |                     |
| 2011 | パンアメリカン競技大会 (en) | グアダラハラ       | 4x100mR | 優勝    | 38秒18 (2走)  | 大会記録            |
| 2012 | イベロアメリカ選手権 (en)   | バルキシメト       | 100m    | 2位     | 10秒42 (-0.2) |                     |
| 2012 | イベロアメリカ選手権 (en)   | バルキシメト       | 200m    | 3位     | 20秒69 (-0.9) |                     |
| 2012 | イベロアメリカ選手権 (en)   | バルキシメト       | 4x100mR | 優勝    | 38秒95 (2走)  |                     |
| 2012 | オリンピック                | ロンドン           | 200m    | 予選    | 21秒05 (+0.7) |                     |
| 2012 | オリンピック                | ロンドン           | 4x100mR | 予選    | 38秒35 (2走)  |                     |